# Thiệu Mỹ Kỳ
Thiệu Mỹ Kỳ có tên tiếng Anh là Maggie Shiu (sinh ngày 27 tháng 2 năm 1965 tại Hồng Kông thuộc Anh) là một nữ diễn viên truyền hình, diễn viên điện ảnh kiêm diễn viên kịch nói nổi tiếng người Hồng Kông. Cô từng là diễn viên độc quyền của hãng TVB.

## Sự nghiệp
Thiệu Mỹ Kỳ bắt đầu sự nghiệp tại TVB năm 1985. Cô tham gia rất nhiều vai trong các bộ phim truyền hình nổi tiếng như: Cô gái Đồ Long, Giọt máu thiện ác, Đời không nuối tiếc, Loại hình pháp thứ ba.
Từ năm 2004, Thiệu Mỹ Kỳ nhiều lần được đề cử Nữ diễn viên phụ xuất sắc nhất tại Giải thưởng Điện ảnh Hồng Kông với các phim Biệt đội cơ động (2004), Đại sự kiện (2004), Xã hội đen (2006) và Cân tung (2007) . Năm 2007, cô được đề cử giải Nữ diễn viên phụ xuất sắc nhất tại Giải thưởng Kim Mã (Đài Loan) với bộ phim Eye in the Sky. Cô tham gia bộ phim Vị Vua Nhân Quân vai Vi hiền phi (Tống Huy Tông) cùng bạn diễn là Âu Dương Chấn Hoa và Lâm Bảo Di với Đới Xuân VInh.

## Các phim đã tham gia

### Phim truyền hình
| Năm  | Tên phim                                             | Tên phim tiếng Anh                        | Tên phim tiếng Trung | Vai diễn                                                                      |
| ---- | ---------------------------------------------------- | ----------------------------------------- | -------------------- | ----------------------------------------------------------------------------- |
| 1985 | Đường Đời Muôn Vạn Nẻo                               | The Rough Ride                            | 挑戰                 | An Na                                                                         |
| 1985 |                                                      | Under The Sun                             | 光怪陸離             |                                                                               |
| 1985 | Quan Thế Âm                                          | The Reincarnated Princess                 | 觀世音               | Xuân Đào                                                                      |
| 1985 | Bày mưu lập kế                                       | The Pitfall                               | 種計                 | Bí Thư                                                                        |
| 1985 | Trung tứ đinh ban                                    | Form 4D                                   | 中四丁班             | Maggie                                                                        |
| 1985 | Dương gia tướng                                      | The Yang's Saga                           | 楊家將               | Ngọc Nữ                                                                       |
| 1985 | Chung Vô Diệm                                        | The Legend of Lady Chung                  | 鍾無艷               | Tiên Nữ                                                                       |
| 1985 | Vua Càn Long (Hoàng thượng bảo trọng)                | Take Care, Your Highness!                 | 皇上保重             | Hương Hương Công Chủ                                                          |
| 1985 | Nữ Quỷ si tình                                       | Happy Spirit                              | 開心女鬼             | Dương Khả Nhi                                                                 |
| 1985 | Cuộc đời qua ống kính                                | Movie Maze                                | 銀色旅途             | Tôn Hoa                                                                       |
| 1986 | Lục Tiểu Phụng                                       | The Return of Luk Siu-fung                | 陸小鳳之鳳舞九天     | Tiểu Phụng                                                                    |
| 1986 | Ái tình trọn vẹn                                     | Next Year, Next Kins                      | 愛情全盒             |                                                                               |
| 1986 | Thái tử sanh đôi                                     | Ma Bo Tai Ji                              | 孖寶太子             | Hồ Cơ Phi Hoa                                                                 |
| 1986 |                                                      | Buk Dao Chin Fung                         | 北斗前鋒             | Tạ Khiết Doanh                                                                |
| 1986 | Tiết Cương phản Đường                                | Suet Gwong Fan Tong                       | 薛剛反唐             | La Tố Oa                                                                      |
| 1986 | Cô gái Đồ Long                                       | New Heavenly Sword and Dragon Sabre       | 倚天屠龍記           | Tiểu Chiêu                                                                    |
| 1987 | Triệt phá đường dây                                  | The S.I.B File                            | 大班密令             |                                                                               |
| 1987 | Liệp Sa Hành Động                                    | Operation Sharkhunt                       | 獵鯊行動             | Chu Đình Đình                                                                 |
| 1987 | Ẩm ma giang hồ                                       | The Conspiracy                            | 飲馬江湖             | Liễu Ngưng Cơ                                                                 |
| 1988 | Nhật nguyệt tranh hùng (Thiên Lang Kiếp)             | Tin Long Kip                              | 天狼劫               | Hạ Chỉ Tinh                                                                   |
| 1988 | Quyết chiến Thiếu Lâm Tự (Thiếu lâm vịnh xuân quyền) | The Formidable Lady of Shaolin            | 少林與詠春           | Đồng Thục Phương                                                              |
| 1988 | Sau ánh Mặt Trời (Húc nhật bối hậu)                  | The In-Between                            | 旭日背後             | Lưu Tú Quyên                                                                  |
| 1988 |                                                      |                                           | 離魂記               | Caro                                                                          |
| 1988 | Thời đại nam nhi                                     | And Yet We Live                           | 當代男兒             | Giản Mĩ Quyên                                                                 |
| 1988 | Binh quyền                                           | Bing Kuen                                 | 兵權                 | Da Luật Nạp Lan                                                               |
| 1988 | Sinh tồn cạnh tranh                                  | The Tribute to Life                       | 阿德也瘋狂           | Khang Kiều                                                                    |
| 1989 | Nghĩa bất dung tình                                  | Looking Back in Anger                     | 我本善良             | Triệu Gia Mẫn                                                                 |
| 1990 | Thiết Thám Hùng Phong                                | The Enforcer's Experience                 | 優皮幹探             | Maggie                                                                        |
| 1990 | Kiếm Ma Độc Cô Cầu Bại                               | Kim Mo Duk Ku Kau Pai                     | 劍魔獨孤求敗         | Lãnh Tử Yên                                                                   |
| 1990 | Ái tình tay ba                                       | Triangular Entanglement                   | 愛情三角錯           | Mai Trán Hoa                                                                  |
| 1990 | Giọt máu thiện ác                                    | Blood of Good and Evil                    | 我本善良             | Thạch Y Minh                                                                  |
| 1990 | A Đức giã phong cuồng                                | The Serpentine Romance                    | 奇幻人間世           | Thanh Thanh                                                                   |
| 1990 | Duyên nợ tình xa                                     | Silken Hands                              | 自梳女               | Liễu Anh                                                                      |
| 1990 |                                                      | A Time of Taste                           | 燃燒歲月             | Kim Anh Thuận                                                                 |
| 1990 | Quang trường sóng gió                                | An Elites Choice                          | 燃燒歲月             | Sở Minh Châu                                                                  |
| 1991 |                                                      | Yuppies on the Move                       | 打工貴族             | Sầm Hỉ Tuyết                                                                  |
| 1991 | Đời không nuối tiếc                                  | The Breaking Point                        | 今生無悔             | Triển Kiều                                                                    |
| 1991 | Phong bạo màu xanh                                   | The Survivor                              | 藍色風暴             | Đồng Hân                                                                      |
| 1992 | Thiên hạ của Long                                    | The Change of Time                        | 龍的天空             | Kỉ Lộ                                                                         |
| 1992 | Cuộc đối đầu sinh tử                                 | Crime Fighters                            | 九反威龍             | Phương Chỉ Quân                                                               |
| 1993 | Bá vương Kiều Hoa                                    | Yangs Women Warrior                       | 九彩霸王花           | Mạch Quế Anh                                                                  |
| 1993 | Anh hùng Thượng Hải                                  | The Hero from Shanghai                    | 梟情                 | Lợi Hoa                                                                       |
| 1994 | Loại hình pháp thứ ba (Tòa án lương tâm)             | Conscience                                | 第三類法庭           | Vi Hải Di                                                                     |
| 1994 |                                                      | The Chevaliers                            | 俠義見青天           | Lữ Nguyệt Nga                                                                 |
| 1995 | Bao Thanh Thiên                                      | Justice Bao                               | 包青天之假琥珀       | Phạm Mẫn                                                                      |
| 1995 | Loạn thế tình thù (Ngày mai trời lại sáng)           | The Good Old Days                         | 再見艷陽天           | Đinh Mẫn                                                                      |
| 1996 | Hoàng Phi Hồng: Bát đại thiên vương                  | Wong Fei Hung Series                      | 黃飛鴻新傳           | Chu Thiểu Quân                                                                |
| 1998 | Lưới tình                                            | Web of Love                               | 網上有情人           | Trang Huệ Hồng                                                                |
| 1999 | Tuyết sơn phi hồ                                     | The Flying Fox of the Snowy Mountain 1999 | 雪山飛狐             | Lang Kiếm Thu                                                                 |
| 1999 | Hồ sơ trinh sát 4                                    | Detective Investigation Files IV          | 刑事偵緝檔案IV       | Giang Tử Thanh/Giang Tử Giao                                                  |
| 1999 | Lực lượng đặc biệt                                   | Anti-Crime Squad                          | 反黑先鋒             | Chu Lai Đệ                                                                    |
| 1999 | Thử thách nghiệt ngã                                 | At the Threshold of an Era                | 創世紀               | Bành Chỉ Úy (Tina)                                                            |
| 2000 | Thử thách nghiệt ngã 2                               | At the Threshold of an Era II             | 創世紀 ll            | Bành Chỉ Úy (Tina)                                                            |
| 2000 | Bàn tay nhân ái 2                                    | Healing Hands II                          | 妙手仁心II           | Vạn An Sanh (Anson)                                                           |
| 2002 | Tiêu Thập Nhất Lang                                  | Treasure Raiders                          | 蕭十一郎             | Phong Tứ Nương                                                                |
| 2002 | Gia đình vui vẻ                                      | Virtues of Harmony                        | 皆大歡喜             | Bảo phi                                                                       |
| 2002 | Ngọn lửa trắng                                       | The White Flame                           | 紅衣手記             | Vạn An Sanh (Anson)                                                           |
| 2003 | Trường Bình công chúa                                | Perish in the Name of Love                | 帝女花               | Chu Hoàng hậu - Chu Ngọc Phụng                                                |
| 2003 | Anh hùng đao thủ                                     | Find the Light                            | 英雄·刀·少年         | Nguyễn Tâm Di                                                                 |
| 2004 | Đội điều tra liêm chính 2004                         | ICAC Investigators 2004                   | 廉政行動2004         | Rachel                                                                        |
|      | Định mệnh tình duyên                                 | Hard Fate                                 | 翡翠戀曲             | Diệp Thục Quân                                                                |
| 2005 | Bàn tay nhân ái 3                                    | Healing Hands III                         | 妙手仁心 III         | Vạn An Sanh                                                                   |
| 2005 | Kung Fu Phật Sơn                                     | Real Kung Fu                              | 佛山赞师父           | Trương Kiến Hi                                                                |
| 2006 | Bão cát                                              | The Dance of Passion                      | 火舞黃沙             | Thư Lãng Nguyệt                                                               |
| 2006 | Đội tình báo C.I.B                                   | C.I.B. Files                              | 刑事情報科           | Hứa Tâm Ngôn (Samantha)                                                       |
| 2007 | Cảnh sát tài ba (Tuyệt thế anh tài)                  | The Ultimate Crime Fighter                | 通天幹探             | Lâm Sở Ngọc (Janet)                                                           |
| 2008 | Lấy chồng giàu sang                                  | The Gem of Life                           | 珠光寶氣             | Khang Nhã Ngôn (Sylvia)                                                       |
| 2008 |                                                      | I Do?                                     | 幸福的抉擇           | Nhậm Linh Linh                                                                |
| 2009 | Đội điều tra liêm chính 2009                         | ICAC Investigators 2009                   | 廉政行動2009         | Lâm Gia Lợi (Carrie)                                                          |
| 2009 | Tình bạn thân thiết                                  | A Watchdogs Tale                          | 老友狗狗             | Tương Thiên Nga                                                               |
| 2011 | Cung toả tâm ngọc                                    | Palace: The Locked Heart Jade             | 宮鎖心玉             | Lương Phi                                                                     |
| 2011 | Đội điều tra liêm chính 2011                         | ICAC Investigators 2011                   | 廉政行動2011         | Tạ Mĩ Tuệ                                                                     |
| 2011 | Tình không lối thoát                                 | When Heaven Burns                         | 天與地               | Ông Trác Đồng (Emma)                                                          |
| 2012 | Nguyên soái vui vẻ                                   | Happy General                             | 歡樂元帥             | Nam Hải Đổ Công Chúa                                                          |
| 2012 | Kẻ săn tiền thưởng                                   | Bounty Hunter                             | 赏金猎人             | 2nd Madame                                                                    |
| 2012 | Tâm chiến                                            | Master of Play                            | 心戰                 | Lý Sở Kiều (Esther)                                                           |
| 2012 | Đại thái giám                                        | The Confidant                             | 大太監               | Hiếu Trinh Hiển Hoàng hậu (Từ An Hoàng thái hậu,Từ An Thái Hậu,Đông Thái hậu) |
| 2014 | Người kế nghiệp (Thủ nghiệp giả)                     | Storm in a Cocoon                         | 守業者               | Tiễn Bích Vân                                                                 |
| 2014 | Lung linh cục                                        | the exquisite trap                        | 玲瓏局 (夺宝危情)    | Trình Kim Phượng                                                              |
| 2014 | Troublesome Bride                                    |                                           |                      |                                                                               |
| 2014 | Danh môn ám chiến (Đứa con khác họ)                  | Overachievers                             | 名門暗戰             | Quan Hoa Lai (Flora)                                                          |
| 2015 | Trương Bảo Tử                                        | Captain of Destiny                        | 張保仔               | Kiều Tỷ                                                                       |
| 2015 | Đao hạ lưu tình                                      | The Executioner                           | 刀下留人             | Hoa Nhụy Hồng                                                                 |
| 2016 | Tình yêu và ngã rẽ                                   | Between Love & Desire                     | 完美叛侶             | Tăng Bảo Lâm (Rebecca)                                                        |
| 2017 | Những kẻ ba hoa (Khoa thế đại)                       | My Ages Apart                             | 誇世代               | Bao Mỹ Na (Dina)                                                              |
| 2017 | Thái Cực Tông Sư Chi Thái Cực Môn                    | Tai Chi Master: The Door of Tai Chi       | 太極宗師之太極門     | Lý Nguyệt Như                                                                 |
| 2017 | Trạch Thiên Ký                                       | Fighter of the Destiny                    | 擇天記               | Tuân Mai                                                                      |
| 2017 | Họa tâm sư                                           | Painting Heart Expert                     | 畫心師               | Đại trưởng lão                                                                |
| 2018 | Thủ hộ thần chi điều tra bảo hiểm                    | Guardian Angel                            | 守護神之保險調查     | Hoàng Liên (Linda)                                                            |
| 2018 | Nhân sinh nếu như lần đầu gặp gỡ                     | Siege in Fog                              | 人生若如初相见       | Hoài Tú                                                                       |
| 2019 | Đại gia hàng xóm (Nhai phường tài gia)               | My Life As Loan Shark                     | 街坊財爺             | Châu Lộ Ty                                                                    |

### Phim điện ảnh
| Năm  | Tên phim tiếng Việt                | Tên phim tiếng Anh                    | Tên phim tiếng Trung | Vai diễn                       |
| ---- | ---------------------------------- | ------------------------------------- | -------------------- | ------------------------------ |
| 1989 |                                    | Unfaithfully Yours                    | 花心三劍俠           | Maggie                         |
| 1991 | Cương thi (Biệt đội bắt ma)        | Ghost for sale                        | 捉鬼專門店           | Tiểu Vũ                        |
| 1992 | Hỏa đầu phúc tinh                  | Shogun and Little Kitchen             | 伙頭福星             | Cao Thiên Ái                   |
| 1992 | Huyền Thoại Bông Hồng Đen          | 92 Legendary La Rose Noire            | 92黑玫瑰對黑玫瑰     | Huỳnh Hồ Điệp                  |
| 1992 |                                    | Sting of The Scorpion                 | 蠍子之策反行動       | An Kỳ                          |
| 1993 |                                    | Sting of The Scorpion                 | 蠍子之策反行動       | An Kỳ                          |
| 1994 | Cô gái ít nói                      | The Worth of Silence Wrath of Silence | 沉默的姑娘           | Bao luật sư                    |
| 1998 | Ám Hoa                             | The Longest Nite                      | 暗花                 | A Phong                        |
| 2001 |                                    | The Loser's Club                      | 廢柴同盟             | Dao                            |
| 2002 |                                    | Roaring Wheels                        | 飆車之車神傳說       | Kelly                          |
| 2003 | Biệt đội cơ động                   | PTU                                   | PTU                  | Kat                            |
| 2004 | Đại sự kiện                        | Breaking News                         | 大事件               | Châu Tuệ Nhi                   |
| 2005 | Xã hội đen (Tranh giành quyền lực) | Election                              | 黑社會               | Đại D tẩu                      |
| 2005 |                                    | The House                             | 凶宅                 | Trình Tuyết Trinh              |
| 2006 | Cô gái thích mua sắm               | The Shopaholics                       | 最愛女人購物狂       | Châu Lai Sinh                  |
| 2006 | Xứng đôi vừa lứa                   | 2 Become 1                            | 天生一對             | Phụ sản khoa Y Sinh            |
| 2007 | Cân tung                           | Eye in the Sky                        | 跟蹤                 | Trương Đốc Sát                 |
| 2007 | Ngãi chúa                          | Gong Tau: An Oriental Black Magic     | 降頭                 | Gia Bích                       |
| 2007 | Xuất Ai Cập ký                     | Exodus                                | 出埃及記             | Phương Tử Tình                 |
| 2007 | Hồ điệp phi                        | Linger                                | 蝴蝶飛               |                                |
| 2008 | Huyết chiến                        | Fatal Move                            | 奪帥                 | Lôi Mỹ Trân                    |
| 2008 | Lực lượng cơ động II               | Tactical Unit – Comrades in Arms      | 機動部隊－同袍       | Trương Bội Nghi (May)          |
| 2009 | Vụ án loạn luân                    | A Very Short Life                     | 短暫的生命           | Vương thuỵ phương（Josephine） |
| 2009 | Báo thù                            | Vengeance                             | 復仇                 | Vương Tử Thuần đốc sát         |
| 2009 |                                    | Split Second Murders                  | 死神傻了             | Long Diễm Dương                |
| 2010 | 72 Khách Trọ                       | 72 Tenants of Prosperity              | 72家租客             |                                |
| 2010 | Ác thai                            | Womb Ghosts                           | 惡胎                 | Tá ty                          |
| 2010 | Nguyệt mãn Hiên Ni Thi             | Crossing Hennessy                     | 月滿軒尼詩           | Cơ quan đăng ký kết hôn        |
| 2011 | Tôi Yêu Hồng Kông                  | I Love Hong Kong                      | 我愛HK開心萬歲       |                                |
| 2012 | Tôi yêu Hồng Kông 2012             | I Love Hong Kong 2012                 | 2012我愛HK 喜上加囍  | Barbara                        |
| 2012 | Bóng ma                            | Ghost Buddies                         | 老友開心鬼           | Bảo Châu                       |
| 2013 | Bắt cóc ngôi sao                   | Kidnapping of a Big Star              | 綁架大明星           | Dì của Cao Tiểu Thiền          |
| 2013 | Câu chuyện từ bóng tối I           | Tales from the Dark、Blurred Night    | 迷離夜之贜財         | Quách Vịnh Ni                  |
| 2013 | Xung trận                          | The Constable                         | 衝鋒戰警             | Hứa Tuấn                       |
| 2014 | Báo oán                            | The Second Coming                     | 重生                 | Ngải Trân                      |
| 2015 |                                    |                                       | ATM提款機            |                                |
| 2015 | Đạp huyết tầm mai                  | Port of Call                          | 踏血尋梅             | La cao cấp đốc sát             |
| 2015 | Trạch nữ trinh thám Quế Hương      | Detective Gui                         | 宅女偵探桂香         | Lâm Ngọc Văn, Vương Văn Anh    |
| 2016 | Vợ tôi là ngôi sao                 | My Wife Is A Superstar                | 我老婆係明星         | Mẹ hàng xóm                    |
| 2016 |                                    | Drink Drank Drunk                     | 3條友飲醉走          |                                |
| 2018 | Ngày tháng nào đó                  | When Sun Meets Moon                   | 某日某月             | Vương Kiện Nghi                |